# 巴德孔-勒潘
巴德孔-勒潘（法語：Badecon-le-Pin，法語發音：[badkɔ̃ lə pɛ̃]）是法国安德尔省的一个市镇，位于该省南部，属于拉沙特尔区。该市镇于1790年由巴德孔（Badecon）和勒潘（Le Pin）两个教区合并而成。

## 地理
巴德孔-勒潘（46°32'26"N, 1°35'31"E）面积9.88 平方千米，位于法国中央-卢瓦尔河谷大区安德尔省，该省份为法国中部省份，北起卢瓦-谢尔省，西北接安德尔-卢瓦尔省，西南接维埃纳省，南至克勒兹省和上维埃纳省，东临谢尔省。
与巴德孔-勒潘接壤的市镇（或旧市镇、城区）包括：索尔蒙、沙万、加尔日莱斯-当皮埃尔、勒默努、波米耶。

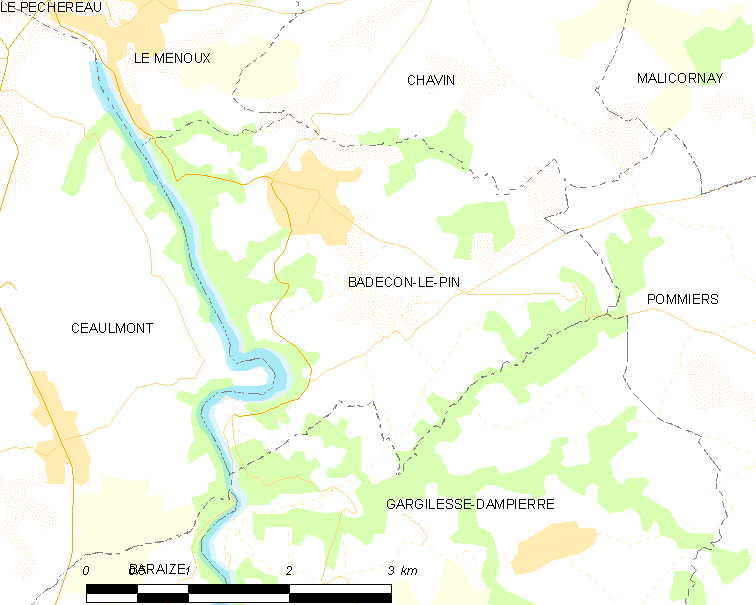
巴德孔-勒潘的OSM定位图

巴德孔-勒潘的时区为UTC+01:00、UTC+02:00（夏令时）。

## 行政
巴德孔-勒潘的邮政编码为36200，INSEE市镇编码为36158。

## 政治
巴德孔-勒潘所属的省级选区为克勒兹河畔阿让通县。

## 人口

1962-2008年间巴德孔-勒潘人口变化图示

巴德孔-勒潘于2022年1月1日时的人口数量为761人。